# Bismarck (couraçado)
O Bismarck foi um couraçado alemão, primeiro da Classe Bismarck, operado pela Kriegsmarine. Batizado em homenagem ao chanceler Otto von Bismarck, um dos grandes responsáveis pela unificação da Alemanha em 1871, sua construção teve início em 1º de julho de 1936, nos estaleiros da Blohm & Voss, sendo lançado ao mar em 14 de fevereiro de 1939 e comissionado para a frota alemã em 24 de agosto de 1940. O Bismarck e o seu irmão Tirpitz foram os maiores navios de guerra construídos pela Alemanha Nazista e dois dos maiores navios construídos por uma potência europeia.
Durante a sua carreira de oito meses, sob o comando de seu único capitão, Ernst Lindemann, o Bismarck participou em apenas uma medida ofensiva, a "Operação Rheinübung", em maio de 1941. O navio, juntamente com o cruzador pesado Prinz Eugen, deveria seguir para o Atlântico Norte e atacar navios mercantes aliados que se dirigiam para o Reino Unido. As duas embarcações foram detectadas várias vezes perto da Escandinávia, com unidades navais britânicas sendo enviadas para bloqueá-las. O Bismarck enfrentou e atingiu em cheio o HMS Hood, o grande orgulho da Marinha Real Britânica, e forçou a retirada do HMS Prince of Wales, em 24 de maio de 1941, durante a Batalha do Estreito da Dinamarca. Entretanto, o Bismarck foi atingido três vezes e sofreu uma avaria na proa, perfurando um dos tanques de combustível.
A destruição do Hood iniciou uma perseguição implacável pela Marinha Real, que envolveu dúzias de navios. Dois dias depois, enquanto navegava para um porto na França ocupada, o Bismarck foi atacado por aviões torpedeiros Fairey Swordfish, que decolaram do porta-aviões HMS Ark Royal; um dos torpedos atingiu a popa do navio, destruindo um dos lemes e seu mecanismo, tornando-o inoperável. O Bismarck foi destruído na manhã seguinte por navios britânicos. A causa do seu naufrágio é controversa. Por muitos anos a Marinha Real afirmou que os torpedos disparados pelo HMS Dorsetshire foram fatais, enquanto os sobreviventes alemães afirmam terem recebido ordens para afundá-lo. Robert Ballard descobriu os destroços em junho de 1989, sendo seguido por várias outras expedições que pesquisaram os restos do navio para documentar sua condição e determinar a verdadeira causa de seu naufrágio.

## Construção e características

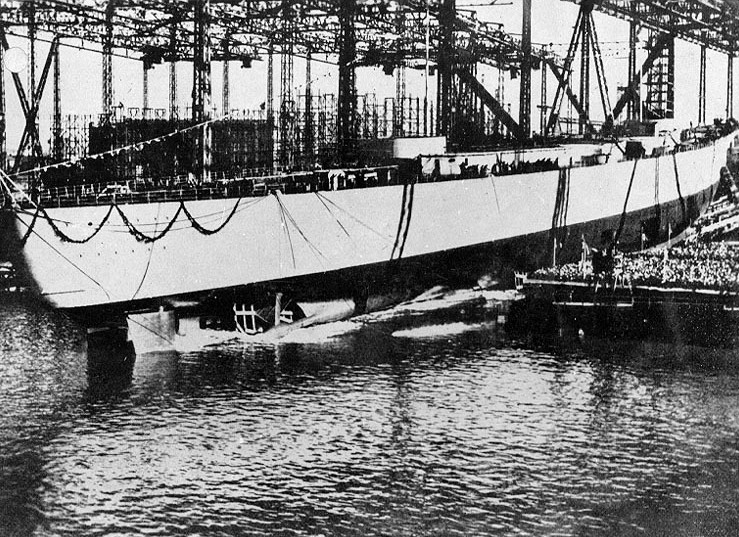
O lançamento do Bismarck, 14 de fevereiro de 1939.

O Bismarck foi encomendado com o nome de Ersatz Hannover, um substituto do pré-dreadnought Hannover. O contrato de construção foi vencido pelo estaleiro Blohm & Voss, em Hamburgo, com sua quilha sendo batida em 1 de julho de 1936. O navio foi lançado em 14 de fevereiro de 1939, durante uma elaborada cerimônia, sendo batizada por Dorothee von Löwenfeld, bisneta do chanceler Otto von Bismarck. O processo de equipagem teve início logo após o lançamento e sua proa original foi substituída por uma similar a da Classe Scharnhorst. O Bismarck foi comissionado na frota em 24 de agosto de 1940 para testes marítimos no Mar Báltico. O capitão Ernst Lindemann assumiu o comando do navio.
O Bismarck tinha um deslocamento padrão de 41 700 toneladas e um deslocamento carregado de 50 300 toneladas, com 251 metros de comprimento, boca de 36 metros e calado de 9,9 metros. Era o maior navio de guerra da Alemanha e tinha um deslocamento maior que qualquer outro navio europeu, com a exceção do HMS Vanguard. Sua propulsão consistia em três turbinas a vapor Blohm & Voss e doze caldeiras Wagner, que geravam 111 980 watts de potência e ajudavam o navio a chegar a 30,01 nós (55,58 quilômetros por hora). Sua autonomia era de 8 870 milhas náuticas (16 430 quilômetros) a 19 nós (35 quilômetros por hora). Tinha três radares FuMO 23 instalados nos telêmetros da proa e popa e no topo do navio.
Sua tripulação era composta por 103 oficiais e 1 962 marinheiros, dispostos em doze divisões de 180 a 220 homens. As primeiras seis divisões cuidavam dos armamentos do navio; divisões um a quatro para as baterias primárias e secundárias, e divisões cinco e seis para a defesa antiaérea. A sétima divisão era formada por especialistas, incluindo cozinheiros e carpinteiros, e a oitava divisão cuidava do manejo das munições. Os operadores de rádio, sinaleiros e quartel-mestres formavam a nona divisão. As três últimas divisões eram compostas pelo pessoal da sala das máquinas. Quando o Bismarck deixou o porto de Hamburgo, oficiais da frota e correspondentes de guerra aumentaram sua tripulação total para 2 200 homens. A tripulação publicava um jornal chamado Die Schiffsglocke (O Sino do Navio).
O Bismarck era armado com oito canhões SK C/34 de 380 milímetros, instalados em quatro torres de artilharia: duas dianterias – Anton e Bruno – e duas traseiras – Caesar e Dora. Sua bateria secundária consistia em doze canhões SK C/28 de 150 milímetros, dezesseis metralhadoras FlaK 38 de 105 milímetros, dezesseis SK C/30 de 37 milímetros e doze Flak 30 de vinte milímetros antiaéreas. A blindagem do navio tinha 320 milímetros de espessura e era coberta por conveses de cinquenta milímetros até 120 milímetros de espessura. Os canhões de 380 milímetros eram protegidos por uma blindagem de 220 milímetros até 360 milímetros.

## História
O Bismarck deixou Hamburgo em 15 de setembro de 1940 para começar seus testes marítimos na Baía de Kiel. O barco auxiliar Sperrbrecher 13 escoltou o navio até o Cabo Arkona em 28 de setembro e depois até Gotenhafen para testes na Baía de Gdańsk. Foram testadas sua usina de energia, estabilidade e manobrabilidade; durante o teste da última descobriu-se uma falha em seu projeto. Enquanto tentava virar o navio apenas alterando a rotação das hélices, a tripulação descobriu que o Bismarck ficava no curso com grande dificuldade. A embarcação virava muito pouco mesmo com as hélices exteriores funcionando com potência total em rotações opostas. Os canhões e baterias principais foram testadas pela primeira vez no final de novembro, demonstrando-se que ele era uma plataforma de tiro bem estável. Os testes duraram até dezembro. O Bismarck voltou para Hamburgo no dia 9 de dezembro, passando por pequenas alterações e finalização da equipagem.

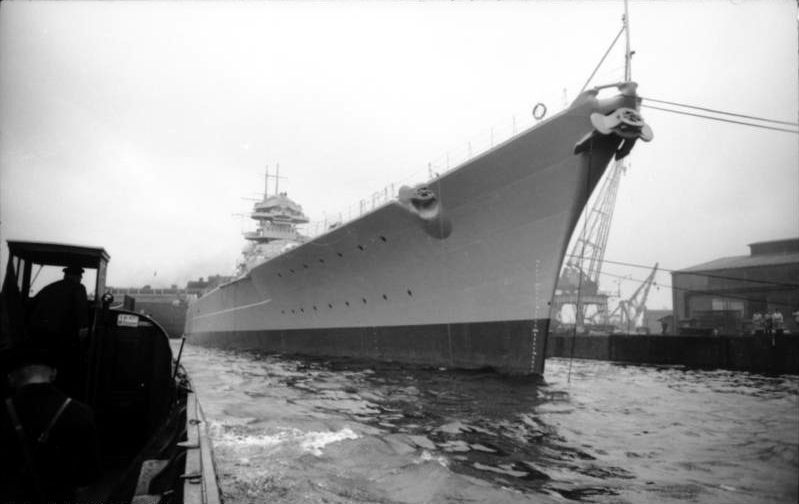
O Bismarck no porto de Hamburgo.

Ele deveria voltar para Kiel em 24 de janeiro de 1941, porém um navio mercante havia afundado no Canal de Kiel e estava impedindo a passagem. Condições climáticas adversas atrasaram a remoção dos destroços e o Bismarck voltou a Kiel apenas em março. O atrasou frustrou Lindemann, que afirmou que o "[Bismarck] está ancorado em Hamburgo há cinco semanas ... o precioso tempo perdido não pode ser compensado, e é inevitável um atraso significativo na implantação final do navio na guerra". Durante a espera, o Bismarck recebeu o capitão Anders Forshell, um diplomata da marinha sueca em Berlim. Ele voltou para a Suécia com um registro detalhado do navio, que subsequentemente chegou nas mãos do Reino Unido. A informação deu a Marinha Real Britânica uma descrição total da embarcação, apesar de não possuir algumas informações importantes como sua velocidade total, alcance e deslocamento.
Em 6 de março, o Bismarck recebeu ordem para se dirigir a Kiel. No caminho foi escoltado por vários caças Messerschmitt Bf 109 e dois navios mercantes armados, além de um quebra-gelo. Às 8h45 do dia 8, o Bismarck encalhou na margem sul do Canal de Kiel, mas foi solto em menos de uma hora. Ele chegou no destino no dia seguinte e sua tripulação estocou munições, comida e outros suprimentos. Também foi aplicada uma camuflagem no casco. Bombardeiros britânicos atacaram o porto sem sucesso em 12 de março. O Schlesien, agora um quebra-gelo, escoltou o Bismarck pelo gelo até Gotenhafen no dia 17.

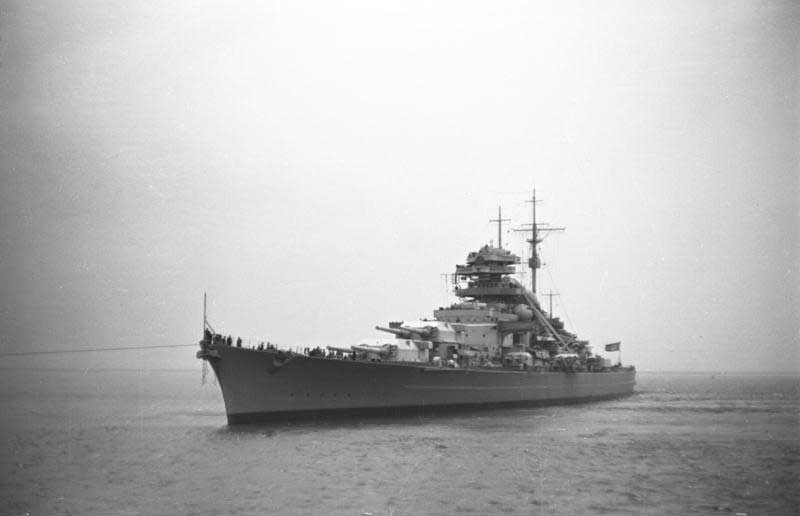
O Bismarck em 1940.

O Alto Comando Naval (Oberkommando der Marine, ou OKM), comandado pelo almirante Erich Raeder, tinha a intenção de continuar com a tática de usar navios pesados, como couraçados, contra embarcações mercantes aliadas no Oceano Atlântico. Os dois navios da Classe Scharnhorst estavam na época baseados em Brest, França, tendo recentemente completado a Operação Berlim. O Tirpitz, navio irmão do Bismarck, estava quase pronto. Ambos deveriam se encontrar com os dois navios da Classe Scharnhorst no Atlântico para uma operação prevista para 25 de abril de 1941, quando o período de lua nova deixaria as condições mais favoráveis.
Os trabalhos no Tirpitz atrasaram e ele ficou pronto em fevereiro; o navio ficaria apto para combate apenas no ano seguinte. Para complicar a situação, o Gneisenau foi torpedeado em Brest enquanto estava na doca seca e o Scharnhorst precisava de uma revisão em suas caldeiras; durante a revisão, os trabalhadores descobriram que as caldeiras estavam em pior estado que o imaginado e o navio também não estaria disponível para a operação. Ataques britânicos em depósitos de suprimentos de Kiel atrasaram os reparos do Admiral Scheer e Admiral Hipper, e eles ficariam prontos para combate apenas em agosto. O almirante Günther Lütjens, oficial escolhido para liderar a operação, queria adiar as ações até que o Scharnhorst ou o Tirpitz estivessem disponíveis, porém a OKM decidiu seguir em frente com uma força formada apenas pelo Bismarck e o cruzador pesado Prinz Eugen.

### Operação Rheinübung

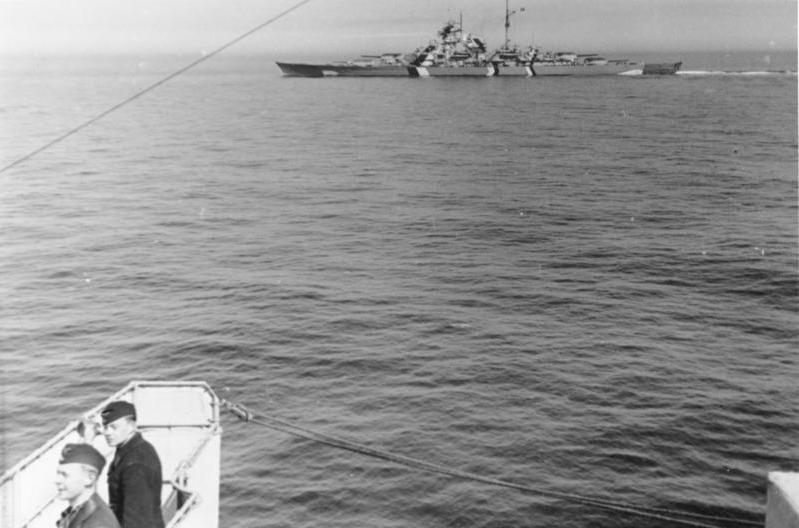
O Bismarck, visto do Prinz Eugen, no Mar Báltico no início da Operação Rheinübung.

Adolf Hitler e Wilhelm Keitel chegaram em Gotenhafen em 5 de maio, junto de uma grande comitiva para visitar o Bismarck e o Tirpitz. Eles fizeram um extenso passeio pelos navios; em seguida, Hitler e Lütjens se reuniram em particular para discutir a missão. Em 16 de maio, Lütjens informou que o Bismarck e o Prinz Eugen estavam totalmente prontos para a Operação Rheinübung (Exercício do Reno), recebendo ordens para iniciar a missão em 19 de maio. Como parte dos planos originais, um grupo formado por dezoito embarcações de suprimentos seria posicionado para apoiar o Bismarck e o Prinz Eugen.
No início da operação, a tripulação do Bismarck tinha aumentado para 2 221 homens, entre eles a equipe do almirante, 65 pessoas, e oitenta marinheiros que poderiam ser usados para comandar algum navio capturado. Às 2h de 19 de maio, o Bismarck saiu de Gotenhafen e seguiu para os estreitos dinamarqueses. Às 11h25 ele encontrou com o Prinz Eugen, que havia partido de Cabo Arkona na noite anterior. Os dois navios foram escoltados por três contratorpedeiros – o Z10 Hans Lody, Z16 Friedrich Eckoldt e Z23 – juntos com uma flotilha de caça-minas. A Luftwaffe deu apoio aéreo durante a viagem por águas alemãs. Ao meio-dia de 20 de maio, Lindemann informou a tripulação sobre a missão. Quase no mesmo momento, um grupo de aviões de reconhecimento suecos encontraram a força tarefa alemã e transmitiram sua posição e composição. Os alemães não os viram.
Uma hora depois, a flotilha alemã encontrou o cruzador sueco HM Gotland; a embarcação seguiu os alemães por duas horas em Categate. O Gotland transmitiu um relatório para o quartel general, afirmando: "Dois navios grandes, três contratorpedeiros, cinco embarcações de escolta e 10–12 aeronaves passaram por Marstrand, curso 205°/20'." A OKM não estava preocupada sobre o risco de segurança apresentado pelo Gotland, mas Lütjens e Lindemann acreditavam que o segredo operacional havia sido perdido. O relatório eventualmente chegou ao capitão Henry Denham, um adido britânico na Suécia, que transmitiu a informação para o Almirantado. Os decodificadores em Bletchley Park, tendo decodificado relatórios sobre o Bismarck e o Prinz Eugen lotando suas tripulações e pedindo mais cartas náuticas, confirmaram que um ataque no Atlântico era iminente. Dois Supermarine Spitfire foram mandados para a costa norueguesa em busca das duas embarcações.
O reconhecimento aéreo alemão confirmou que um porta-aviões, três couraçados e quatro cruzadores permaneciam ancorados na base naval britânica em Scapa Flow, que confirmou a Lütjens que os britânicos não sabiam da operação naquele momento. Na manhã de 20 de maio, o Bismarck e o resto da flotilha chegaram na costa norueguesa; os caça-mina separaram-se enquanto o grupo continuou para norte. Na manhã seguinte, o Prinz Eugen interceptou um sinal de rádio que ordenava que aviões de reconhecimento britânicos procurassem dois couraçados e três contratorpedeiros indo para norte na costa da Noruega. Às 7h00min de 21 de maio, os alemães avistaram quatro aeronaves não identificadas. Pouco depois do meio dia, a flotilha chegou em Bergen, ancorando no Grimstadfjord. Lá, as tripulações retiraram a camuflagem báltica e pintaram o tradicional cinza usado por navios alemães em operação no Atlântico.

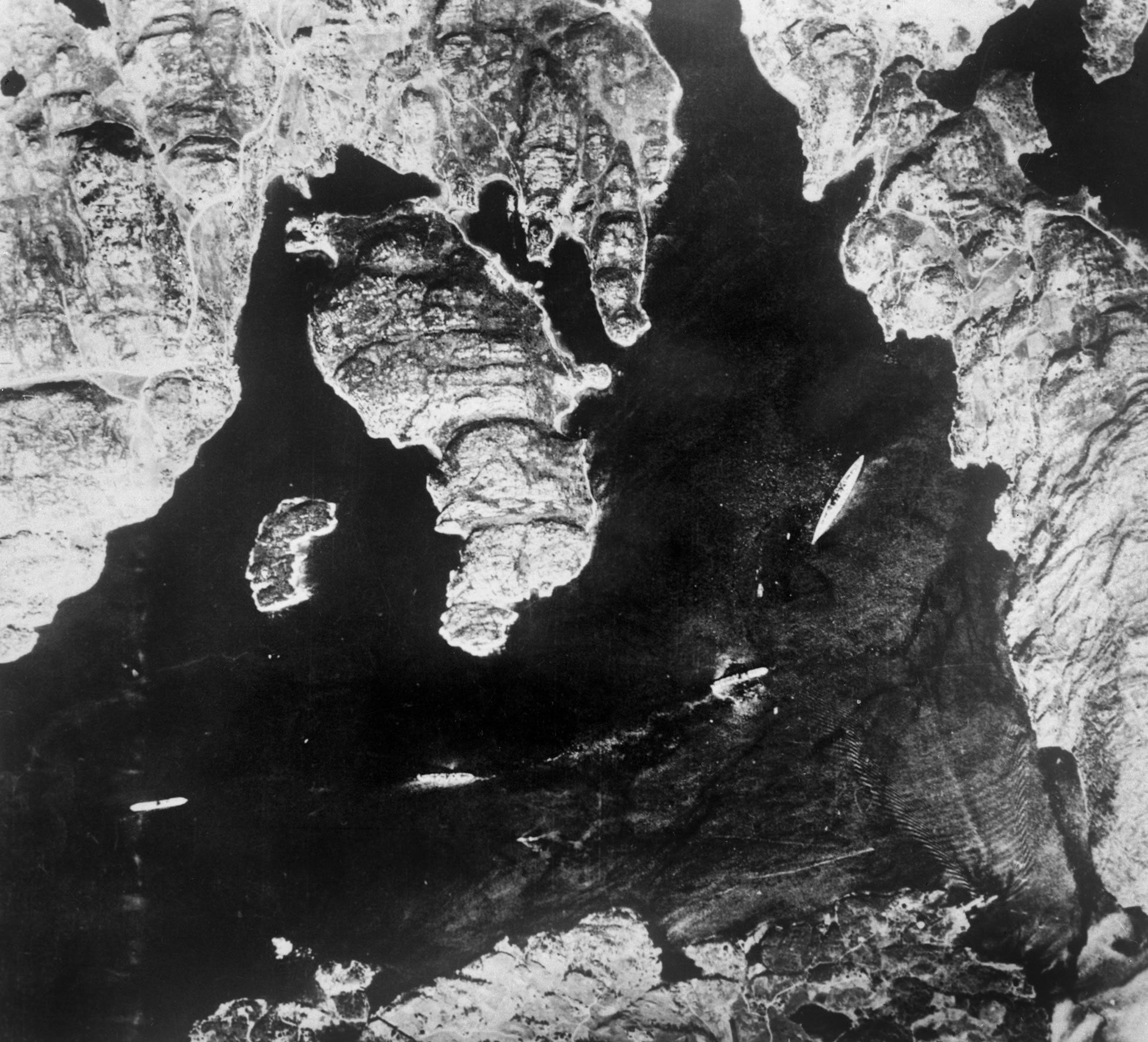
Foto de reconhecimento aéreo tirada por Michael Suckling do Bismarck e do Prinz Eugen ancorados na Noruega.

Na Noruega, dois Bf 109 sobrevoaram o Bismarck em círculos para protegê-lo de ataques aéreos britânicos. Mesmo assim, Michael Suckling conseguiu voar com seu Spitfire diretamente acima da flotilha alemã a oito mil metros de altura e tirar várias fotos do Bismarck e seus navios escolta. Ao receber as informações, o almirante John Tovey ordenou que o cruzador de batalha HMS Hood, o recém comissionado couraçado HMS Prince of Wales e seis contratorpedeiros reforçassem dois cruzadores que patrulhavam o Estreito da Dinamarca. O resto da frota em Scapa Flow foi colocada em alerta. Dezoito bombardeiros foram enviados, mas o clima no fiorde piorou e eles não conseguiram localizar as embarcações.
O Bismarck não reabasteceu enquanto estava ancorado na Noruega, já que suas ordens operacionais não o obrigavam. Ele havia partido de Hamburgo com duzentas toneladas de combustível a menos, e desde Gotenhafen havia gastado outras mil. Entretanto, o Prinz Eugen reabasteceu 764 toneladas de combustível. Às 19h30min de 21 de maio, o Bismarck, o Prinz Eugen e três contratorpedeiros partiram de Bergen. À meia-noite, quando a força tarefa já estava em mar aberto e indo para o Oceano Ártico, Raeder finalmente contou sobre a operação a Hitler, que relutantemente concordou com o ataque. Às 4h14min de 22 de maio, enquanto a força tarefa ia para Trondheim, os três contratorpedeiros de escolta separaram-se. Lütjens ordenou ao meio-dia que as duas embarcações virassem para o Estreito da Dinamarca para tentar entrar no Oceano Atlântico.
Às 4h00min de 23 de maio, Lütjens ordenou que o Bismarck e o Prinz Eugen aumentassem a velocidade para 27 nós (cinquenta quilômetros por hora) e entrassem no Estreito da Dinamarca e ativassem seus radares FuMO. O Bismarck e o Prinz Eugen mantiveram uma distância de setecentos metros entre si; a neblina reduziu a visibilidade em quatro quilômetros. Os alemães encontraram gelo por volta dás dez horas, o que forçou a redução da velocidade para 24 nós (44 quilômetros por hora). Duas horas depois eles chegaram ao norte da Islândia. As embarcações fizeram zigue-zague para evitar banquisas. Às 19h22, os hidrofones e radares alemães detectaram o cruzador HMS Suffolk à aproximadamente 12 500 metros. A equipe de interceptação de rádio do Prinz Eugen decodificou transmissões do Suffolk, descobrindo que suas posições haviam sido descobertas pelos britânicos.
Lütjens deu permissão para o Prinz Eugen abrir fogo contra o Suffolk, porém o capitão Helmuth Brinkmann não conseguiu encontrar o navio no meio da neblina e não atirou. O Suffolk rapidamente recuou até uma distância segura e continuou a seguir os alemães. Às 20h30, o cruzador pesado HMS Norfolk juntou-se ao Suffolk, porém ele aproximou-se muito da força tarefa alemã. Lütjens ordenou que os dois navios atirassem; o Bismarck disparou cinco salvos, com três encarrascando o Norfolk e danificando seu convés. O cruzador criou uma cortina de fumaça e se escondeu dentro de um nevoeiro, terminando o breve combate. O choque do disparo das armas de 380 milímetros do Bismarck desabilitou seus radares FuMO 23; isso forçou Lütjens a ordenar que o Prinz Eugen tomasse a frente para usar seu radar ativo para colher informações.
Por volta dàs 22h00, Lütjens ordenou que o Bismarck virasse 180° para tentar surpreender os dois cruzadores no encalço. Apesar da embarcação ter sido escondida por uma rajada de chuva, o radar do Suffolk detectou a manobra, permitindo que o navio escapasse. Os cruzadores mantiveram a posição durante a noite, mas continuaram a enviar a movimentação dos alemães. O clima ruim terminou na manhã de 24 de maio, revelando um céu limpo. Os operadores do hidrofone do Prinz Eugen detectaram às 5h07 duas embarcações não identificadas aproximando-se da formação a vinte milhas náuticas (37 quilômetros), relatando "Ruídos de dois navios velozes a turbina à 280°".

#### Estreito da Dinamarca
Vigias alemães avistaram às 5h45 fumaça no horizonte; era o Hood e o Prince of Wales, comandados pelo vice-almirante Lancelot Holland. Lütjens ordenou postos de combate para as duas tripulações. Às 5h52, a distância havia diminuído para 26 quilômetros e o Hood abriu fogo, seguido um minuto depois pelo Prince of Wales. O Hood atacou o Prinz Eugen, que os britânicos achavam ser o Bismarck, enquanto o Prince of Wales disparou contra o Bismarck. O capitão de corveta Adalbert Schneider, o primeiro oficial da artilharia abordo do Bismarck, pediu duas vezes por permissão para abrir fogo, porém Lütjens hesitou. Lindemann interveio, exclamando "Não vou deixar meu navio ser atingido debaixo do meu traseiro". Ele exigiu a permissão de Lütjens, que cedeu e ordenou o contra-ataque às 5h55.

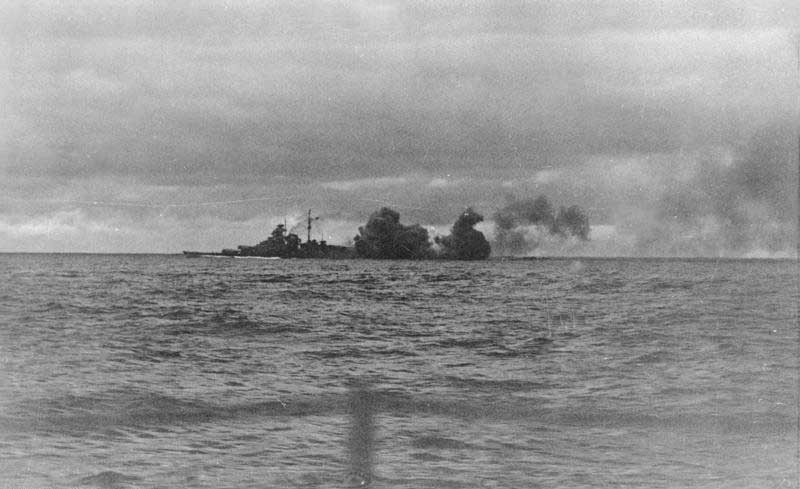
O Bismarck, visto do Prinz Eugen, dispara sua bateria principal na Batalha do Estreito da Dinamarca.

Os navios britânicos aproximaram-se dos alemães de frente, o que fez com que apenas seus canhões dianteiros estivessem em posição para atirar, enquanto o Bismarck e o Prinz Eugen podiam disparar todas as suas armas principais. Vários minutos após ordenar o abrir fogo, Holland ordenou uma virada de 20° para bombordo que permitiria o disparo das armas traseiras. Os dois navios alemães concentraram seu fogo no Hood; após um minuto de disparos, o Prinz Eugen acertou um tiro com uma bala explosiva de 203 milímetros; a explosão detonou munições e iniciou um incêndio, que foi rapidamente extinto. Depois de disparar três ou quatro salvos, Schneider zerou a distancia para o Hood e imediatamente ordenou salvos rápidos dos canhões 380 milímetros do Bismarck. Ele também ordenou que as armas secundárias de 150 milímetros atirassem contra o Prince of Wales. Holland então iniciou uma segunda virada de 20° para bombordo, deixando seus navios em paralelo com os alemães. Lütjens ordenou que o Prinz Eugen disparasse contra o Prince of Wales para manter os dois oponentes sob fogo. Em poucos minutos, o Prinz Eugen acertou duas vezes o inimigo, iniciando pequenos incêndios.
Lütjens ordenou que o Prinz Eugen fosse para trás do Bismarck para continuar monitorando o Norfolk e Suffolk, que ainda estavam de dez a doze milhas náuticas à leste. Às 6h, o Hood estava completando a segunda virada para bombordo quando o quinto salvo do Bismarck acertou seu alvo. Dois tiros acertaram a água, porém uma bala de 380 milímetros acertou a embarcação, penetrando a fina blindagem do convés. Ela acertou a sala de munição traseira e detonou aproximadamente 112 toneladas de cordite. A enorme explosão partiu o navio em dois entre o mastro principal e a chaminé traseira; a seção dianteira continuou a ir para frente antes da água fazer com que a proa se elevasse em um ângulo acentuado. A popa similarmente se elevou enquanto a água invadia vários compartimentos. Schneider gritou "Ele está afundando!" pelos alto-falantes. Em apenas oito minutos de disparos, o Hood havia afundado, levando consigo 1 419 homens e deixando apenas três sobreviventes.

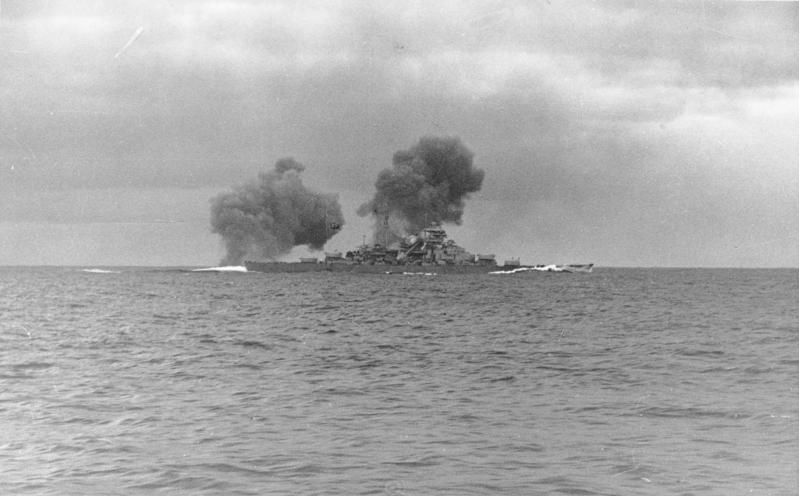
O Bismarck, visto do Prinz Eugen, dispara contra o Prince of Wales.

O Bismarck então passou a atirar contra o Prince of Wales. O couraçado britânico conseguiu acertar a embarcação alemã em seu sexto salvo, porém o Bismarck atingiu seu alvo de primeira. Uma das balas acertou a ponte do Prince of Wales, mas não explodiu, saindo pelo outro lado e matando todos com a exceção do capitão John Leach e outro oficial. Os dois navios alemães continuaram a disparar contra o Prince of Wales, causando grandes danos. As armas falharam na embarcação britânica, que ainda tinha técnicos civis a bordo fazendo os ajustes finais. Apesar da bateria problemática, o Prince of Wales conseguiu acertar o Bismarck três vezes. O primeiro tiro acertou o castelo da proa acima da linha d'água, baixo o bastante para permitir que água entrasse no casco. O segundo atingiu o cinturão blindado e explodiu na antepara dos torpedos, causando danos mínimos. O terceiro tiro atravessou um dos botes do navio e a catapulta dos aviões sem explodir.
Leach ordenou a retirada às 6h13; apenas dois de seus dez canhões de 360 milímetros ainda estavam atirando e a própria embarcação já havia sofrido enormes danos. O Prince of Wales fez uma virada de 160° e criou uma cortina de fumaça para cobrir sua fuga. Os alemães cessaram fogo quando a distância aumentou. Apesar de Lindemann querer perseguir e destruir o Prince of Wales, Lütjens seguiu as ordens operacionais para não atacar embarcações inimigas que não estivessem protegendo comboios. Ele rejeitou o pedido do capitão e ordenou que o Bismarck e o Prinz Eugen seguissem para o Atlântico Norte. No confronto, o Bismarck disparou 93 balas e foi atingido por três. O dano no castelo da proa permitiu que mil a duas mil toneladas de água entrassem no navio, contaminando o combustível armazenado no local. Lütjens recusou-se a reduzir a velocidade para permitir que equipes de reparo tapassem o buraco que estava abrindo e permitindo a entrada de mais água. O segundo tiro causou alguns alagamentos e danos em uma sala de geradores, mas o Bismarck tinha geradores de reserva e o dano não foi problemático. A entrada de água fez o navio inclinar-se 9° para bombordo e 3° à frente.

#### Perseguição

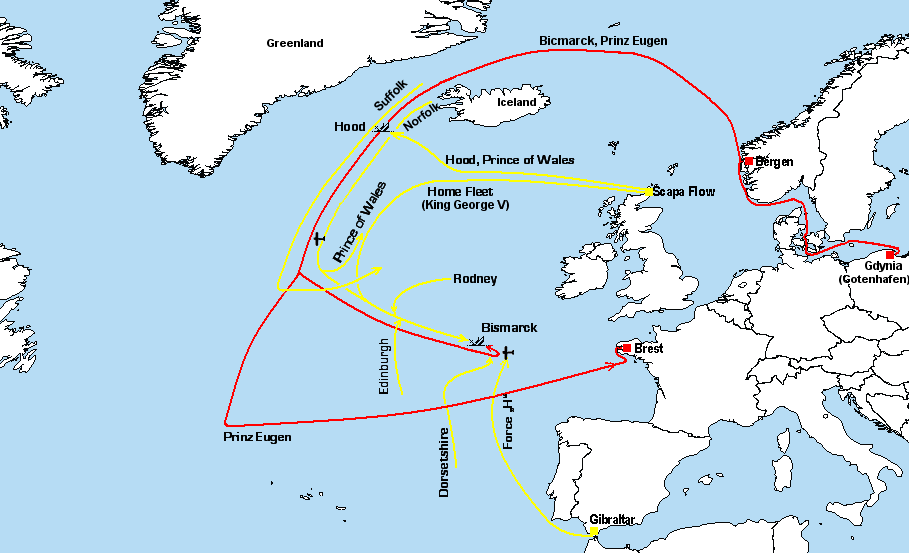
Mapa mostrando os movimentos do Bismarck e Prinz Eugen em vermelho, e os da Marinha Real em amarelo.

Lütjens relatou após a batalha: "Couraçado, provavelmente Hood, afundado. Outro navio, King George V ou Renown, fugiu danificado. Dois cruzadores pesados mantém contato". Ele transmitiu às 8h01 um relatório de danos e suas intenções para a OKM, que eram separar o Prinz Eugen para ataques e seguir para Saint-Nazaire afim de realizar reparos. Pouco após as 10h, Lütjens ordenou que o Prinz Eugen fosse para trás do Bismarck para avaliar a severidade do vazamento de combustível. Após confirmar "fluxos grandes de combustível de ambos os lados da esteira", o Prinz Eugen voltou para a dianteira. Por volta de uma hora depois, um Short Sunderland britânico relatou a mancha de combustível para o Suffolk e Norfolk, que haviam juntado-se ao Prince of Wales. O contra-almirante Frederic Wake-Walker, comandante dos cruzadores, ordenou que o Prince of Wales ficasse atrás de seus navios.
A Marinha Real ordenou que todos os navios de guerra na área fossem atrás do Bismarck e Prinz Eugen. A Frota Doméstica de Tovey navegava para encontrar os alemães, mas na manhã de 24 de maio ainda estavam a mais de 350 milhas náuticas (650 quilômetros) de distância. O Almirantado mandou que os cruzadores rápidos HMS Manchester, HMS Birmingham e HMS Arethusa patrulhassem o Estreito da Dinamarca caso Lütjens tentasse voltar por essa rota. O couraçado HMS Rodney, que estava escoltando o MV Britannic e deveria passar por uma reforma no estaleiro de Boston, juntou-se a Tovey. Dois antigos couraçados da Classe Revenge também entraram na caçada: o HMS Revenge, vindo de Halifax, e o HMS Ramillies, que estava escoltando o Comboio HX 127. No total, seis couraçados, seis cruzadores de batalha, dois porta-aviões, treze cruzadores e 21 contratorpedeiros entraram na perseguição. Por volta das 17h, a tripulação do Prince of Wales conseguiu consertar nove dos dez canhões, o que permitiu Wake-Walker colocá-lo na frente de sua formação para atacar o Bismarck caso tivesse a oportunidade.

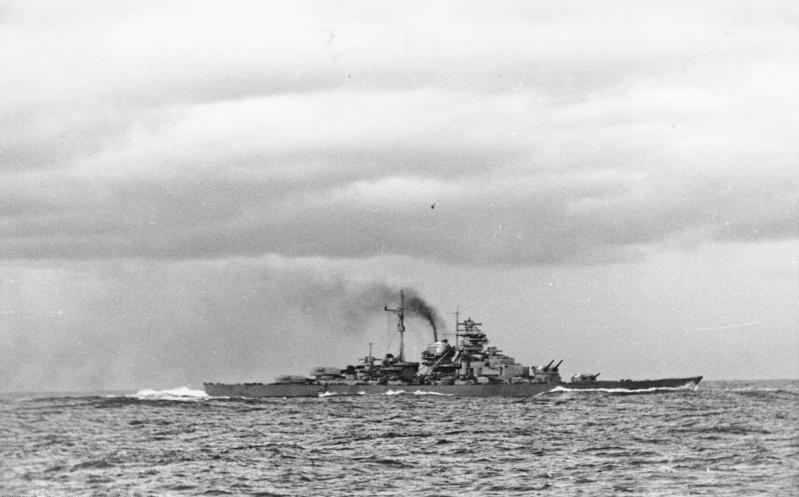
O Bismarck, visto do Prinz Eugen, após a Batalha do Estreito da Dinamarca.

O clima estava piorando e Lütjens ordenou às 16h40 que o Prinz Eugen se separasse. A chuva não foi forte o bastante para esconder a retirada alemã dos cruzadores de Wake-Walker, que mantiveram contato por radar. O Prinz Eugen então foi chamado de volta temporariamente. O cruzador pesado separou-se com sucesso às 18h14. O Bismarck virou para enfrentar a formação de Wake-Walker, forçando o Suffolk a fugir em alta velocidade. O Prince of Wales disparou doze vezes contra os alemães, que responderam com nove tiros, porém ninguém acertou. A ação distraiu os britânicos e permitiu que o Prinz Eugen escapasse. Depois de retornar ao seu curso original, as três embarcações de Wake-Walker seguiram o Bismarck pelo lado bombordo.
Apesar do Bismarck ter sido danificado na batalha e forçado a reduzir a velocidade, ele ainda era capaz de alcançar 28 nós (52 quilômetros por hora), a mesma velocidade máxima do HMS King George V de Tovey. A menos que o Bismarck fosse retardado, os britânicos não conseguiriam impedir sua chegada a Saint-Nazaire. Pouco depois dàs 22h00 do dia 25 de maio, Tovey enviou o porta-aviões HMS Victorious e quatro cruzadores rápidos para criarem um curso que permitiria ataques com aviões torpedeiros. Às 22h, o Victorious lançou um ataque composto por seis Fairey Fulmar e nove Fairey Swordfish. Os aviadores inexperientes quase atacaram o Norfolk na sua aproximação e a confusão alertou os atiradores antiaéreos do Bismarck. O navio alemão disparou suas baterias principais e secundárias com depressão mínima afim de criar enormes colunas d'água no caminho das aeronaves. Mesmo assim, nenhum torpedeiro foi abatido. O Bismarck desviou de oito torpedos de um total de nove lançados. O nono acertou à meia-nau no cinturão principal de blindagem e causou danos pequenos. O impacto jogou um homem contra uma parede, matando-o; outros cinco foram feridos.
O choque do impacto causou pequenos danos ao equipamento elétrico, mas a velocidade rápida e as manobras erráticas causaram mais danos que os torpedos. As mudanças repentinas na velocidade e curso afrouxaram as esteiras de colisão, aumentando o vazamento no buraco da proa; eventualmente, a sala das caldeiras 2 do lado bombordo teve de ser evacuada. A perda de duas caldeiras, junto com a constante perda de combustível, forçou uma redução na velocidade para dezesseis nós (trinta quilômetros por hora). Mergulhadores consertaram as esteiras, permitindo uma velocidade de vinte nós (37 quilômetros por hora). A equipe de comando determinou que era a velocidade mais econômica para chegar na França.
Após a partida dos Swordfish, o Bismarck e o Prince of Wales tiveram um breve duelo. Ambos erraram seus alvos. As equipes de controle de danos do Bismarck voltaram a trabalhar após o confronto. A água que havia entrado na sala das caldeiras 2 ameaçava entrar na sala dos geradores 4, o que faria com que a água salgada entrasse nas turbinas. Ela destruiria as lâminas da turbina e reduziria ainda mais a velocidade do navio. O perigo havia passado na manhã de 25 de maio. A velocidade foi reduzida para doze nós (22 quilômetros por hora) para permitir que mergulhadores bombeassem combustível dos compartimentos dianteiros para os traseiros; duas mangueiras foram conectadas e algumas toneladas de combustível foram transferidas.
Enquanto a perseguição prosseguia, os navios de Wake-Walker foram forçados a navegar em zigue-zague para evitar u-boots alemães que poderiam estar na área. Isso fazia os navios navegarem para bombordo durante dez minutos, então virarem durante dez minutos para estibordo; dessa forma eles mantinham o mesmo curso. Durante os últimos minutos da virada para bombordo, o Bismarck saia do alcance do radar do Suffolk. Às 3h da manhã de 25 de maio, Lütjens ordenou que o navio aumentasse a velocidade para 28 nós (52 quilômetros por hora), virasse para oeste e depois para norte. Essa manobra coincidiu com o período em que o Bismarck estava fora do alcance do radar; a embarcação alemã desapareceu dos radares e foi parar atrás dos navios inimigos. O capitão do Suffolk achou que o Bismarck tinha ido para oeste e tentou achá-lo indo para a mesma direção. Depois de uma hora e meia, ele informou Wake-Walker, que deu ordem para seus navios se separarem ao amanhecer e procurar visualmente.

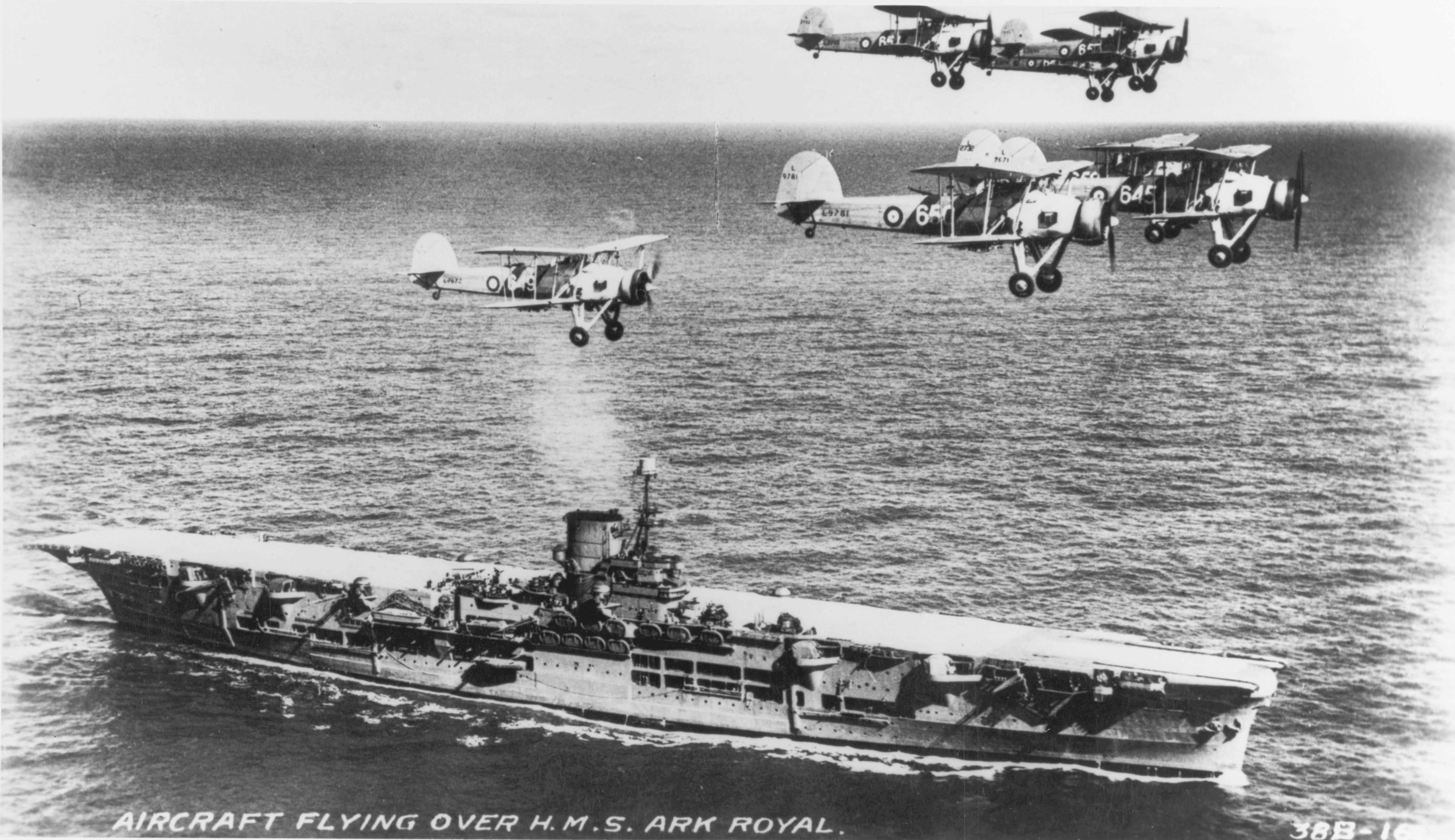
Vários Swordfish sobrevoam o Ark Royal.

A procura da Marinha Real ficou frenética, já que muitos de seus navios estavam com pouco combustível. O Victorious e seus cruzadores foram enviados para oeste, os navios de Wake-Walker continuaram ao sul e oeste, e Tovey manteve o curso para o meio do Atlântico. A Força H, centrada no porta-aviões HMS Ark Royal, vinda de Gibraltar, ainda estava a um dia de distância. Sem saber que havia despistado Wake-Walker, Lütjens enviou longas mensagens de rádio para o Grupo Naval Oeste em Paris. Esses sinais foram interceptados pelos britânicos, que conseguiram determinar aproximadamente sua origem. Porém, as coordenadas estavam erradas, mantendo Tovey no curso incorreto por sete horas. Quando o erro foi percebido, o Bismarck já tinha desaparecido novamente.
Decodificadores britânicos conseguiram decifrar algumas das mensagens alemãs, incluindo uma ordem para Lütjens seguir para Brest. A Resistência Francesa confirmou a informação, já que várias unidades da Luftwaffe estavam sendo relocadas para Brest para prestar apoio. Tovey não conseguiria virar suas forças para a França afim de convergir em áreas em que o Bismarck passaria. Um esquadrão de Consolidated PBY Catalinas baseados na Irlanda do Norte juntaram-se a perseguição, cobrindo áreas que o navio alemão poderia passar em sua tentativa de chegar na França Ocupada. Às 10h30 de 26 de maio, o alferes Leonard B. Smith da Marinha dos Estados Unidos, piloto de um dos Catalina, avistou o Bismarck a 690 milhas náuticas (1 280 quilômetros) ao noroeste de Brest. Naquela velocidade, o navio ainda conseguiria entrar na área de proteção dos u-boots e da Luftwaffe em menos de um dia. Não havia forças britânicas perto o bastante.
A única chance da Marinha Real era o Ark Royal com a Força H, sob o comando do almirante James Somerville. O Victorious, Prince of Wales, Suffolk e o HMS Repulse foram obrigados a sair da procura por causa do baixo combustível; os únicos navios pesados restantes eram os da Força H, o King George V e o Rodney, porém eles estavam muito distantes. Os Swordfish do Ark Royal também estavam na procura quando o Catalina o encontrou. Vários torpedeiros foram enviados para o Bismarck, a cerca de sessenta milhas náuticas (110 quilômetros) do porta-aviões. Somerville ordenou um ataque assim que os Swordfish retornassem e fossem recarregados. Ele enviou o cruzador HMS Sheffield para seguir o Bismarck, apesar dos aviadores não terem recebido essa informação. Como resultado, os aviões, que estavam armados com torpedos equipados com detonadores magnéticos, atacaram acidentalmente o Sheffield. Os detectores magnéticos falharam e o navio britânico saiu intacto.

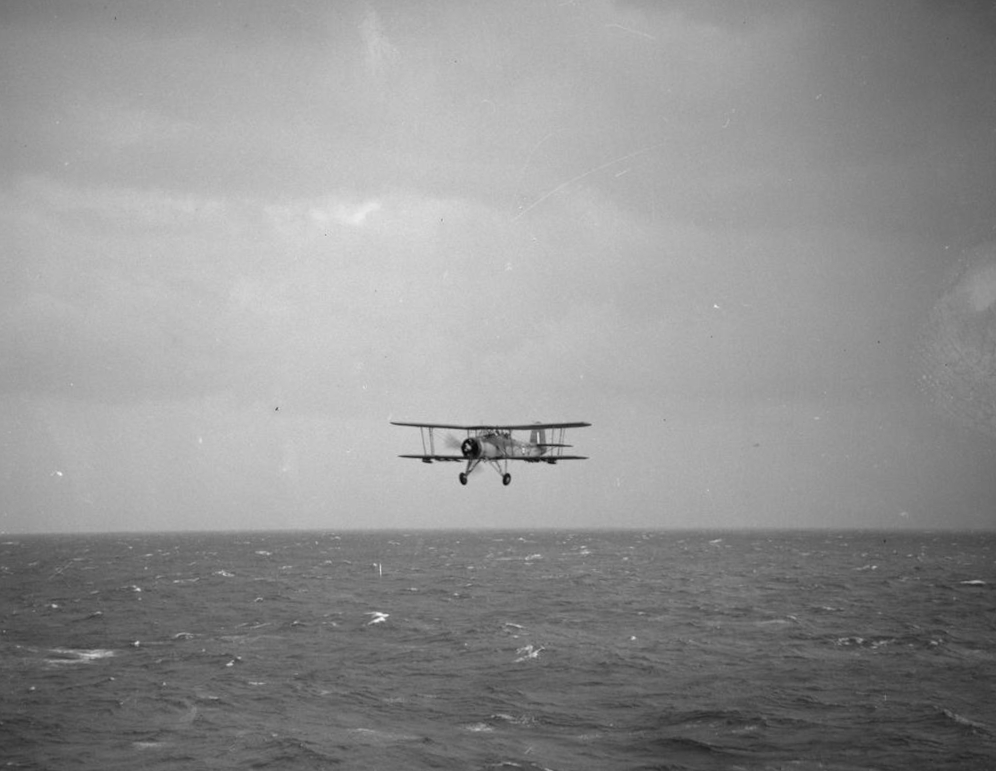
Um Swordfish volta para o Ark Royal após atacar o Bismarck.

Ao voltarem para o Ark Royal, os Swordfish carregaram torpedos com detonadores de contato. O segundo ataque tinha quinze aeronaves e foi lançado às 19h10. Às 20h47, os torpedeiros iniciaram sua descida. Enquanto os Swordfish aproximavam-se, o Bismarck disparou sua bateria principal contra o Sheffield, escarranchando o cruzador em seu segundo tiro. Fragmentos das balas voaram para o convés do navio, matando três homens e ferindo muitos outros. O Sheffield rapidamente bateu em retirada atrás de uma cortina de fumaça. Os Swordfish então atacaram; o Bismarck começou a virar violentamente enquanto suas baterias antiaéreas tentavam destruir os aviões. Ele desviou da maioria dos torpedos, porém dois acertaram. Um impacto a meia nau acertou o lado bombordo, abaixo da borda inferior do cinturão principal de blindagem. A maior parte da força da explosão foi contida pelo sistema de proteção e o cinturão de blindagem, porém houve alguns danos estruturais, causando pequenos alagamentos.
O segundo torpedo atingiu o lado bombordo da popa, perto do eixo do leme. O acoplamento do leme foi muito danificado e emperrou a 12° para bombordo. O choque da explosão também criou danos. A tripulação tentou reconquistar o controle. Eles eventualmente conseguiram consertar o leme de estibordo, porém o de bombordo continuou emperrado. Uma sugestão para soltar o leme com explosivos foi recusada por Lütjens, já que danos aos lemes deixariam o navio desamparado. Às 21h15, Lütjens reportou que o navio estava sem controle.

#### Última batalha
Com o leme de bombordo emperrado, o Bismarck agora navegava em um grande círculo, incapaz de fugir das forças de Tovey. Apesar da falta de combustível ter diminuído o número de navios britânicos, os couraçados King George V e Rodney ainda estavam disponíveis, junto com os cruzadores pesados Norfolk e HMS Dorsetshire. No dia 26 de maio, Lütjens enviou uma mensagem ao quartel general: "Navio sem controle. Lutaremos até a última bala. Vida longa ao Führer". O humor da tripulação ficou cada vez mais depressivo, especialmente enquanto as mensagens do comando naval chegavam no navio. O Bismarck brevemente disparou contra o Sheffield ao anoitecer, mas o cruzador rapidamente fugiu. O Sheffield  perdeu contato visual na baixa visibilidade; o grupo de cinco contratorpedeiros do capitão Philip Vian recebeu a tarefa de manter contato com o Bismarck durante a noite.
Os navios encontraram o Bismarck às 22h38; os alemães rapidamente atacaram com sua bateria principal. Depois de dispararem três vezes, eles escarrancharam o contratorpedeiro polonês ORP Piorun. A embarcação polonesa continuou a doze quilômetros até ser quase atingida, forçando sua retirada. Durante toda madrugada e início da manhã, os contratorpedeiros de Vian atormentaram constantemente o Bismarck, iluminando-o com sinalizadores e disparando vários torpedos, mas nenhum acertou. Entre 5h e 6h, a tripulação alemã tentou lançar um dos aviões Arado Ar 196 para carregar o diário de guerra do navio, imagens do confronto contra o Hood e outros documentos importantes. O terceiro impacto do Prince of Wales havia danificado a tubulação de vapor e a catapulta, deixando-a inoperante. Sem poder lançar a aeronave, a tripulação simplesmente a jogou para fora da embarcação.

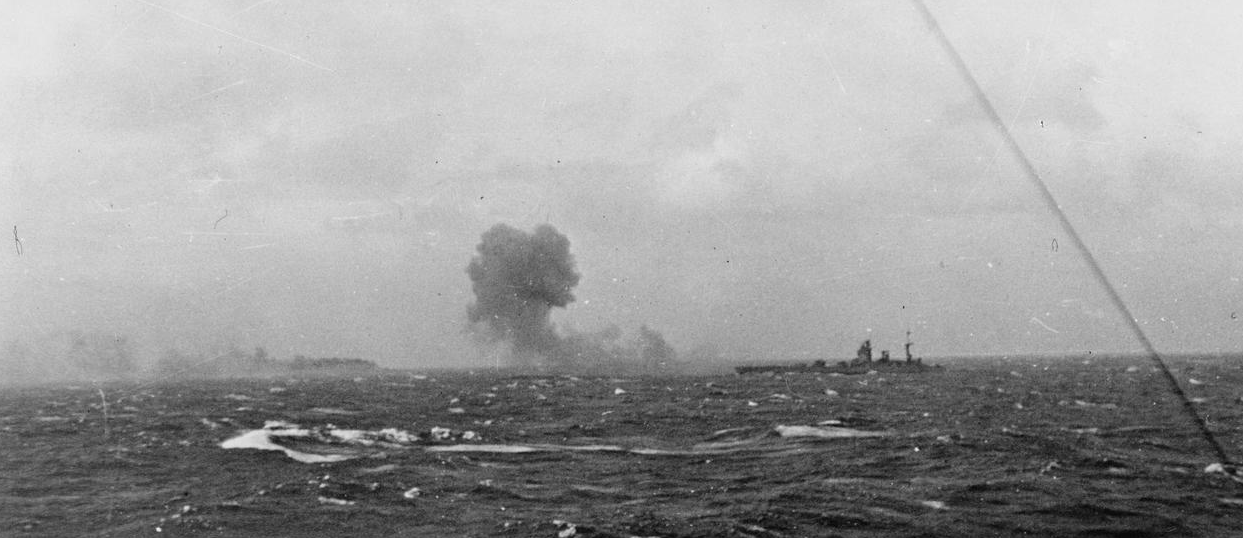
O Rodney disparando contra o Bismarck.

Depois da aurora do dia 27 de maio, o  King George V liderou o ataque, com o Rodney seguindo-o pelo lado bombordo; Tovey queria navegar diretamente para o Bismarck até ficar a oito milhas náuticas (quinze quilômetros) de distância. Nesse momento, ele viraria para o sul e colocaria seus navios em um curso paralelo com o inimigo. Às 8h43, vigias do King George V avistaram o Bismarck a aproximadamente vinte e três quilômetros de distância. Quatro minutos depois, o Rodney abriu fogo com seus dois canhões dianteiros de 406 milímetros, seguindo pelo King George V e sua bateria principal de 356 milímetros. O Bismarck contra-atacou às 8h50; com seu segundo disparo, ele escarranchou o Rodney.
Enquanto a distância diminuía, as baterias secundárias também começaram a atirar. O Norfolk e o Dorsetshire aproximaram-se e atiraram com seus canhões de 203 milímetros. Às 9h02, uma bala de 406 milímetros do Rodney acertou a superestrutura dianteira do Bismarck, matando centenas de homens e danificando seriamente as duas torres de tiro dianteiras. De acordo com sobreviventes, esse tiro provavelmente matou Lindemann e Lütjens e o resto da equipe da ponte. A bateria da proa estava desabilitada, apesar de ter conseguido atirar uma última vez às 9h27. Uma das balas do Bismarck explodiu a seis metros da proa do Rodney e deixou seu tubo de torpedo do lado estibordo danificado – o mais perto que o Bismarck chegou de atingir seu inimigo. A estação principal de controle da artilharia foi rapidamente destruída. O tenente Burkard Freiherr von Müllenheim-Rechberg na estação de controle traseira assumiu o controle de fogo para as torres da popa. Ele conseguiu disparar três salvos antes de uma bala destruir o direcional de tiro, incapacitando o equipamento. Ele deu ordem para as armas ainda ativas atirarem independentemente, porém todas as quatro torres principais estariam neutralizadas até às 9h31.

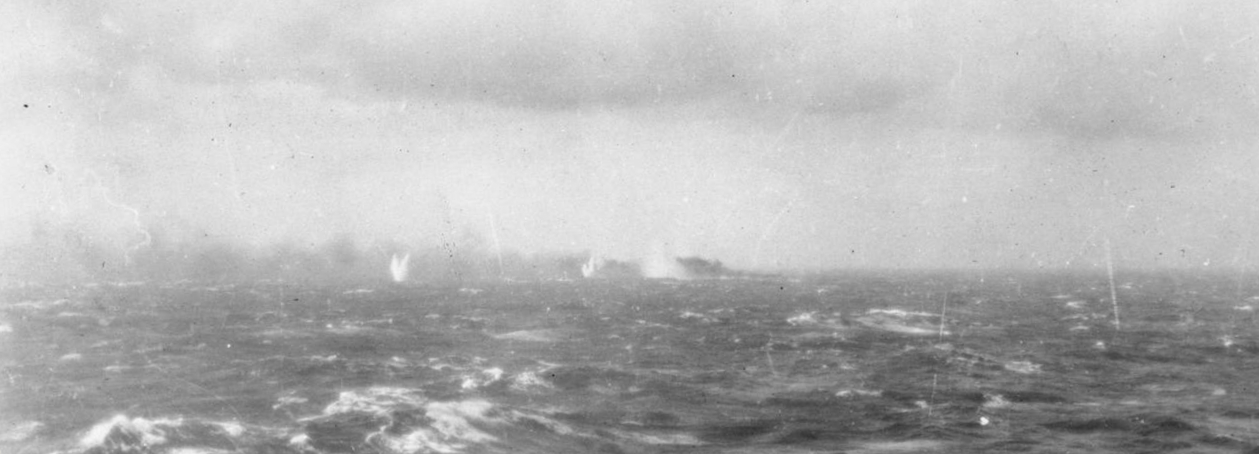
O Bismarck, visto de um dos navios da Marinha Real, queima no horizonte.

Às 10h, os dois couraçados de Tovey já haviam atirado mais de setecentas balas. O Bismarck havia sido reduzido a ruínas, em chamas da proa a popa. Ele tinha uma inclinação de 20° para bombordo e a popa estava quase na linha d'água. O Rodney aproximou-se até 2 700 metros, seus canhões completamente na horizontal, e continuou a atirar no casco destruído. Tovey não podia parar de atirar até que os alemães abaixassem suas bandeiras (indicado rendição) ou ficasse claro que estavam abandonando o navio. O Rodney disparou dois torpedos a partir de seu lado bombordo, afirmando ter acertado um – algo que, de acordo com Ludovic Kennedy, "se for verdade, [é] a única instância na história de um couraçado torpedeando outro".
O primeiro oficial de vigília Hans Oels ordenou que os homens nos conveses inferiores abandonassem o navio; ele instruiu a equipe da engenharia a abrir as comportas à prova d'água e preparar explosivos para afundar o navio. Gerhard Junack, o oficial engenheiro chefe, ordenou que seus homens armassem cargas explosivas com um estopim de nove minutos, porém o intercomunicador quebrou e ele enviou um mensageiro para confirmar a ordem de afundar a embarcação. O mensageiro nunca retornou, então Junack armou cargas e ordenou que a tripulação abandonasse o navio. Ele e seus companheiros ouviram as explosões enquanto subiam para o convés. No meio tempo, Oels correu pelo Bismarck mandando seus homens abandonarem os postos. Depois de chegar no convés, uma explosão o matou junto com outros.

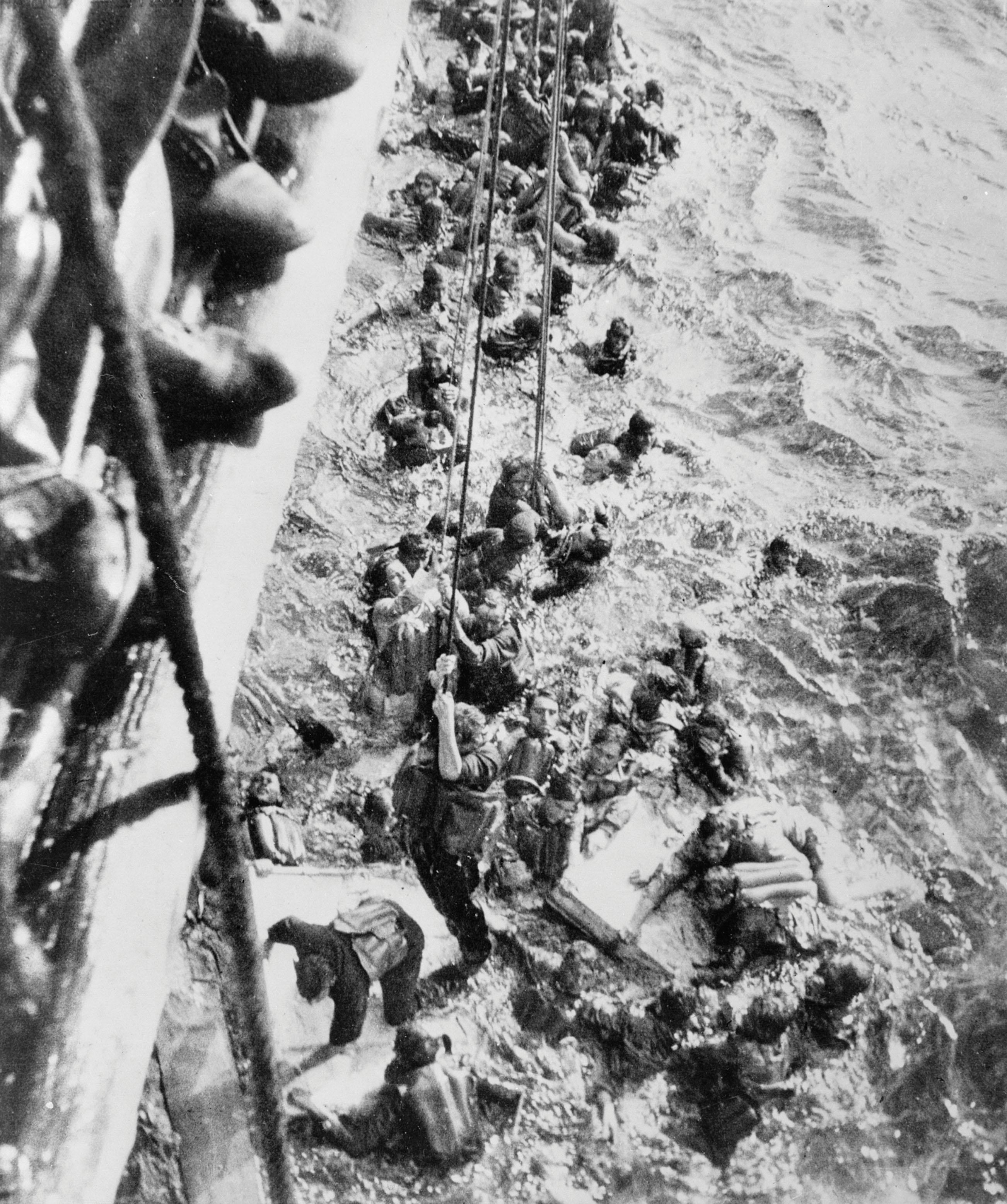
O Dorsetshire resgata sobreviventes do Bismarck.

Os quatro navios britânicos dispararam mais de 2800 balas no Bismarck, acertando mais de quatrocentas, porém não conseguiram afundá-lo. Por volta das 10h20, com baixo combustível, Tovey ordenou que o Dorsetshire afundasse a embarcação alemã com torpedos, dispensando seus couraçados da batalha. O navio britânico atirou dois torpedos contra o lado estibordo do Bismarck, acertando um. O Dorsetshire então foi para o lado bombordo e disparou novamente, acertando. No momento desses ataques, o navio estava tão inclinado para o lado que o convés já estava parcialmente inundado. Parece que o último torpedo pode ter sido detonado contra o lado bombordo da superestrutura do Bismarck, que já estava debaixo d'água. Às 10h35, o Bismarck emborcou para o lado bombordo e lentamente afundou pela popa. Alguns sobreviventes relataram terem visto Lindemann em posição de sentido na proa enquanto o navio afundava. Junack, que já havia abandonado o navio quando ele emborcou, não viu nenhum dano no casco do lado estibordo. von Müllenheim-Rechberg afirmou a mesma coisa, porém achou que o lado bombordo, que já estava debaixo d'água, havia sofrido danos maiores. Por volta de quatrocentos homens caíram na água; o Dorsetshire e o HMS Maori aproximaram-se e jogaram cordas para resgatar sobreviventes. Às 11h40, o capitão do Dorsetshire ordenou o fim do resgate depois de vigias terem avistado aquilo que acreditaram ser um u-boot. O Dorsetshire resgatou 86 homens e o Maori outros 25. Um u-boot mais tarde resgatou três homens e um barco de arrasto alemão achou outros dois. Um dos homens resgatados pelos britânicos morreu no dia seguinte. De uma tripulação de 2200 homens, apenas 116 (Contando com um dos homens que foi resgatados pelos britânicos que morreu no dia seguinte) sobreviveram. Lista dos sobreviventes: kbismarck..com/crew/survivors.html  
.
O Bismarck foi mencionado no relatório das forças armadas três vezes durante a Operação Rheinübung. A primeira foi um relato da Batalha do Estreito da Dinamarca; a segunda sobre sua destruição; e a terceira um relato exagerado afirmando que ele havia afundado um contratorpedeiro britânico e abatido cinco aeronaves. Em 1959, C. S. Forester publicou o romance Last Nine Days of the Bismarck. O livro foi adaptado para a cinema no ano seguinte com Sink the Bismarck!, que mostrava o navio afundando um contratorpedeiro e derrubando dois aviões. No mesmo ano, Johnny Horton lançou a canção "Sink the Bismark".

## Destroços

### Descoberta

Pintura de Ken Marshall mostrando o robô Argo explorando os destroços.

Os destroços do Bismarck foram descobertos em 8 de junho de 1989 pelo dr. Robert Ballard, o oceanógrafo responsável por encontrar o RMS Titanic. Ele foi encontrado a aproximadamente 4 791 metros de profundidade, por volta de 650 quilômetros ao oeste de Brest. O navio atingiu um vulcão submarino adormecido, que se elevava um quilômetros em relação a planície abissal, desencadeando um deslizamento de terra de  dois quilômetros, tendo escorregado pela montanha, parando dois terços abaixo.
A pesquisa de Ballard não encontrou penetrações submarinas na cidadela blindada da embarcação. Oito buracos foram descobertos no casco, um no lado estibordo e sete no lado bombordo, todos acima da linha d'água. Um dos buracos está no convés no lado estibordo da proa. O ângulo e a forma indicam que a bala foi disparada do lado bombordo do Bismarck e acertou a corrente da âncora do lado estibordo. A corrente desapareceu dentro do buraco. Seis buracos estão à meia-nau, três fragmentos de balas perfuraram o cinturão superior e outro abriu um buraco no cinturão principal de blindagem. Mais atrás um enorme buraco é visível no convés, paralelo a catapulta do navio. Não fica claro se esse estrago foi causado pela explosão interna da munição devido a penetração da bala na blindagem. Os submarinos não gravaram nenhum sinal de penetração no cinturão de blindagem principal e lateral que poderiam ter ocasionado isso; é provável que a bala penetrou apenas a blindagem do convés. Vários amassados mostram que muitas das balas de 356 milímetros disparadas pelo King George V ricochetearam na blindagem alemã.
Ballard afirmou que não encontrou nenhuma evidência de implosões internas, que ocorrem quando um casco que não está totalmente inundado, afunda. A água ao redor, que possui mais pressão que o ar interno, esmagaria o navio. Ao invés disso, ele disse que o casco está relativamente em boas condições; Ballard afirma simplesmente que o "Bismarck não implodiu". Isso sugere que os compartimentos da embarcação já estavam inundados quando ela naufragou, apoiando a teoria de que os alemães afundaram seu próprio navio. Ele completou, "encontramos um casco que aparenta estar completo e relativamente intacto pela descida e impacto". Concluiu-se que a causa direta do naufrágio foi a ação de sua própria tripulação: sabotagem das válvulas da sala da engenharia como sobreviventes alemães afirmaram. Ballard manteve em segredo a localização exata dos destroços para impedir que outros mergulhadores retirassem artefatos do navio, uma prática que ele considera uma espécie de roubo de túmulos.
A popa não está junto com o casco principal e até hoje nunca foi encontrada. Presume-se que isso não ocorreu no impacto com o fundo oceânico. A parte faltante soltou-se mais ou menos no local de um impacto de torpedo, levantando questões sobre uma possível falha estrutural. A área da popa também foi atingida várias vezes, aumentando o dano do torpedo. Isso, aliado ao fato do navio ter afundado "pela popa" e não tinha nenhum ponto estrutural para segurá-la, sugere que essa seção separou-se ainda na superfície. Em 1942, o Prinz Eugen também foi torpedeado na popa, que acabou desmoronando. Isso levou a construção de um reforço em todos os navios alemães.

### Outras expedições
Em junho de 2001, a Deep Ocean Expeditions, em parceria com o Instituto Oceanográfico de Woods Hole, conduziu outra investigação nos destroços usando minisubmarinos russos. William N. Lange, especialista da Woods Hole, afirmou, "Pode-se ver vários buracos de balas na superestrutura e no convés, porém não muitos no casco, e nenhum abaixo da linha d'água". A expedição não encontrou penetrações no cinturão principal de blindagem, acima ou abaixo da linha d'água. Os especialistas encontraram vários rasgos no casco, porém atribuíram isso ao impacto com o chão oceânico.
Um canal de televisão britânico patrocinou uma expedição anglo-americana em julho de 2001. A equipe usou o vulcão, o único da área, para encontrar os destroços. Utilizando veículos submarinos operados remotamente, eles concluíram que o navio afundou devido a danos de combate. David Mearns, o líder da expedição, afirmou que os rasgos no casco "provavelmente cresceram pelo deslizamento [no vulcão], porém foram criados por torpedos".
O documentário Expedition: Bismarck, dirigido por James Cameron e filmado entre maio e junho de 2002 com submarinos Mir, menores e mais ágeis, restaurou os eventos do naufrágio. Essa expedição trouxe as primeiras imagens do interior da embarcação. As descobertas apontam que não houve danos suficientes abaixo da linha d'água para confirmar que o Bismarck afundou pelos danos infligidos pelos britânicos. Inspeções mais cuidadosas dos destroços confirmaram que nenhum dos torpedos penetraram a segunda camada do casco interior. Usando pequenos robôs para examinar o interior, Cameron descobriu que as explosões dos torpedos não avariaram as anteparas.
Apesar de seus pontos de vista diferentes, eles concordam que o Bismarck eventualmente naufragaria se os alemães não tivessem agido. Ballard estima que o navio ainda flutuaria por pelo menos mais um dia após as embarcações britânicas terem cessado fogo, e poderia ter sido facilmente capturado pela Marinha Real, uma opinião apoiada pelo historiador Ludovic Kennedy. Kennedy afirma, "Não há dúvidas de que ele eventualmente teria naufragado; porém a ação alemã assegurou que isso ocorresse cedo ao invés de tarde". Ao ser perguntado se o Bismarck teria afundado caso os alemães não tivessem tentando naufragá-lo antes, Cameron respondeu "Claro. Mas poderia ter demorado meio dia". Em seu livro Hood and Bismarck, Mearns reconheceu que a tentativa alemã de afundar seu próprio navio "pode ter acelerado o inevitável, porém apenas em uma questão de minutos". Ballard concluiu que "Do meu ponto de vista, os britânicos afundaram a embarcação independentemente de quem deu o golpe final".